# 5315 Balʹmont
Az 5315 Balʹmont (ideiglenes jelöléssel 1982 SV5) a Naprendszer kisbolygóövében található aszteroida. Ljudmila Ivanovna Csernih fedezte fel 1982. szeptember 16-án.